# Ulaangom
Ulaangom (mongol : Улаангом - sable rouge) est la capitale de la province de Uvs (Увс Аймаг) en Mongolie. Elle est située à l'extrémité sud-ouest du lac Uvs (Увс Нуур : Uvs Nuur), sur les pentes des montagnes Harhiraa (Хархираа Уулс), proche de la frontière russe.

## Description
La ville a une population de 26 319 habitants (2000). Ulaangom a deux banlieues appelées Chandman (Чандман) et Uliasnyi Hev (Улиасний Хэв). La ville comporte quelques monuments de l'ère communiste, comme celui de Yumjagiyn Tsedenbal, qui dirigea le pays pendant plus de 40 ans, face à l'immeuble du gouvernement provincial. Ulaangom est considérée comme l'un des points les plus bas du pays, à une altitude d'environ 939 m.
Il y a de nombreuses organisations culturelles et éducatives dans la ville. Ainsi même si la population de la ville est relativement réduite, elle comporte une université, un lycée spécialisé et cinq écoles secondaires. En 2006, la consulat de la république de Touva (Russie) a ouvert à Ulaangom, et un bureau de représentants de la province d'Uvs a ouvert à Kyzyl la capitale de Touva.

## Transports
Ulaangom est reliée à la frontière russe par une autoroute et importe son électricité depuis la fédération russe. Il y a des vols directs en provenance et au départ de la capitale Oulan-Bator par la compagnie Aero Mongolia. Il devrait y avoir plus de compagnies desservant la ville dans un futur proche. Ulaangom est située sur le tracé de la future autoroute du millénaire traversant tout le pays.

## Climat
Ulaangom est dans l'une des régions les plus froides de Mongolie. Les températures peuvent descendre à -45 °C (7°F) pendant l'hiver, et monter à +40 °C (104°F) pendant l'été. Cette condition hivernale est principalement due au fait que l'endroit est situé au cœur de l'anticyclone de Sibérie.